# می شیائوهان
می شیائوهان (梅笑寒؛ زادهٔ ۱۱ نوامبر ۱۹۹۶) بازیکن زن واترپلو اهل چین است. وی در بازی‌های المپیک تابستانی ۲۰۱۶ و ۲۰۲۰ حضور داشته‌است.